# 222 Lucia
222 Lucia је астероид главног астероидног појаса. Приближан пречник астероида је 54,66 km,
а средња удаљеност астероида од Сунца износи 3,136 астрономских јединица (АЈ).
Инклинација (нагиб) орбите у односу на раван еклиптике је 2,157 степени, а орбитални период износи 2029,227 дана (5,555 година). Ексцентрицитет орбите астероида износи 0,138.
Апсолутна магнитуда астероида износи 9,13 а геометријски албедо 0,131.
Астероид је откривен 9. фебруара 1882. године.